# Fântânele (Suceava megye)
Fantanele (Fântânele) község és községközpont Romániában, Szucsáva megyében. Bănești, Cotu Dobei, Fântânele, Slobozia és Stamate falvakból áll. A község az 1950-es közigazgatási reformig Botoșani megye részét képezte.

## Fekvése
Szucsávától 30, Vereștitől 7 km-re, két folyó: nyugatról a Szucsáva, keletről a Szeret folyó között, a DJ 290-es út mellett fekvő település.

## Földrajza
A település a Dragomirna-hegy déli szélén található, amely a Sucevei-fennsík része. A község hegyek és dombok aszimmetrikus profilú térségében helyezkedik el a Szucsáva és a Szeret folyók összefolyási teraszain.

## Története
Fântânele és a hozzá tartozó falvak nevei az írásos dokumentumokban csak később jelentek meg. A község a Fekete-tenger partján levő városokat Lengyelországgal és a balti-tengeri városokkal a Szeret és a Szucsáva völgyén keresztül összekötő régi kereskedelmi utak közelében fekszik. Lakossága az ősi idők óta mezőgazdasággal és állattenyésztéssel foglalkozik. A dokumentumokban Fântânele falu Stârceni néven is szerepel. Egy 1621. március 22-én kelt dokumentumban szereplő birtokcsere adatai alapján, melyek szerint a moldovai metropolita egyház Stârceni falut elcserélte Ionașco Ghegheával Udești faluért. Később, 1662-ben, a falu Iordache Cantacuzino birtokává vált. 1803-ban Fântânele falu Iordache Cănănăuhoz tartozott.
A szomszédos Bănești falu is későn jelent meg az írásbeli dokumentumokban. Jelenleg ez a két falu, amelyet csak egy út választ el egymástól, a Szeret folyó mentén húzódik, a folyó ugyanazon teraszán. Bănești nevét először 1622. február 15-én említették először az írásos forrásokban. A dokumentumok szerint Bănești és Fântânele falvak hosszú ideig a Canano (Cănănău) családhoz tartoztak. Tíz évig (1864-1874 között) Bănești vidéki településnek hívták, 1874 óta a község a Fântânele nevet viseli.

## Fordítás
- Ez a szócikk részben vagy egészben  a   Comuna Fântânele, Suceava című román Wikipédia-szócikk ezen változatának fordításán alapul.  Az eredeti cikk szerkesztőit annak laptörténete sorolja fel. Ez a jelzés csupán a megfogalmazás eredetét és a szerzői jogokat jelzi, nem szolgál a cikkben szereplő információk forrásmegjelöléseként.